# أوكسانا تشوسوفيتينا
أوكسانا أليكساندروفنا تشوسوفيتينا (الروسية: Оксана Александровна Чусовитина) مواليد 19 حزيران (يونيو) 1975، بطلة أولمبية عالمية في الجمباز نافست باسم كل من الاتحاد السوفيتي وأوزبكستان وألمانيا.
بدأ عملها كلاعبة جمباز مرموقة منذ أكثر من ربع قرن، فقد فازت كمواطنة سوفييتية عام 1988، وبدأت المنافسة على المستوى الدولي عام 1989. وهي لاعبة الجمباز الأنثى الوحيدة التي شاركت في سبع دورات أولمبية، وإحدى لاعبتين شاركتا في الألعاب الأولمبية ضمن 3 دول مختلفة حيث شاركت في الفريق الموحد عام 1992 بعد انهيار الاتحاد السوفيتي، وباسم أوزبكستان أعوام 1996، 2000، 2004، 2016. وباسم ألمانيا أعوام 2008 و2012. نافست أوكسانا أيضاً في 10 دورات من بطولة العالم للجمباز وثلاث دورات في الألعاب الآسيوية، وثلاث دورات آلعاب النوايا الحسنة، وتحمل الرقم القياسي العالمي لأكثر عدد من الميداليات الفردية في بطولات العالم في حدث واحد (تسع ميداليات في القفز).
أوكسانا هي إحدى النساء القلائل اللاتي عُدن للمنافسات الدولية بعد أن أصبحن أمهات (منهن أيضاً الكوبية ليانيت غونزاليس، والسوفيتية لاريسا لاتينينا والهولندية سوزان هارميس).

## الاتحاد السوفيتي
بدأت أوكسانا ممارسة الجمباز عام 1982. 
عام 1988، وعندما كان عمرها 13 عاماً، فازت بلقب جميع الجولات في بطولة اتحاد الجمهوريات السوفياتية الاشتراكية عن فئة الصغار.
بحلول عام 1990، كانت أوكسانا عضواً مهماً في المنتخب السوفيتي، وأرسلت للمنافسة في مختلف الفعاليات الدولية. حازت على الميداليات الذهبية في القفز في ألعاب النوايا الحسنة عام 1990 واجتاحت تقريباً معرض الرياضات العالمية في اليابان 1990، وفازت بكافة الجولات والفعاليات باستثناء العوارض غير المتوازية. في السنة التالية فازت بالحركات الأرضية في بطولة العالم للجمباز الفني 1991 وحلت ثانية في منافسة القفز. عام 1992، نافست في الألعاب الأولمبية ضمن فريق الدول المستقلة وشاركت في الحصول على ميدالية ذهبية في منافسة الفرق، وحلّت سابعة في نهائي الحركات الأرضية. كما فازت بميدالية برونز في القفز في ثاني بطولة العالم للمرة الثانية.

## أوزباكستان
بعد أولمبياد 1992، وبعد عودة الرياضيون في الاتحاد السوفييتي إلى جمهورياتهم الوطنية، بدأت أوكسانا المنافسة باسم أوزبكستان واستمرت في التدريب مع المدربة الأوزبكية سفيتلانا كوزنيتسوفا، وهي مدربتها الشخصية. كانت ظروف منشآت التدريب الوطني في طشقند بعيدة كل البعد عما كانت عليه في مركز التدريب السوفيتي فأجبرت أوكسانا على التدريب على معدات قديمة وغير آمنة. على الرغم من هذا، فقد كانت قادرة على إبداع ممارسات من الطراز العالمي.
مثّلت أوكسانا أوزبكستان منذ عام 1993 حتى عام 2006 ونافست باسم الجمهورية في الألعاب الأولمبية أعوام 1996، 2000، 2004، 2016؛ وفي دورة الألعاب الآسيوية أعوام 1994، 1998، 2002؛ وفي ألعاب النوايا الحسنة أعوام 1994، 2001. خلال هذه الحقبة، كانت أوكسانا أقوى لاعبة جمباز في المنتخب الوطني الأوزبكي وحازت على أكثر من 70 ميدالية في المنافسات الدولية.
منحت وزارة شؤون الثقافة والرياضة الأوزبكية أوكسانا لقب «رياضي الشرف في جمهورية أوزباكستان» نظراً لمساهماتها في الجمباز. تخرّجت أوكسانا من جامعة الرياضة في طشقند.
أواخر عام 1997، تزوجت أوكسانا من المصارع الأولمبي الأوزبكي باخودير كوربانوف، 
والذي التقته للمرة الأولى في دورة الألعاب الآسيوية في هيروشيما عام 1994. 
أنجبت ابنها أليشير عام 1999.

## ألمانيا
عام 2002، تم تشخيص مرض ابنها أليشير على أنه ابيضاض الدم الليمفاوي الحاد(ALL). 
لأجل الحصول على علاج طبي متقدم له، قبلت أوكسانا وزوجها عرضاً من شانا وبيتر بروغمان المدربين الرئيسيين في فريق تويوتا كولونيا، فانتقلوا إلى ألمانيا. 
استطاعت أوكسانا تأمين علاج لابنها في مستسفى جامعة كولونيا مما اكتسبته من جوائز مالية في مسابقات الجمباز ومن مساعدات بروغمانز وأعضاء مجتمع الجمباز الدولي الذين تفاعلوا مع قضيتها. 
في الوقت الذي كان أليشير يتلقى علاجه في كولونيا، كانت أوكسانا تتدرب مع المنتخب الألماني.
حرّرت أوزبكستان أوكسانا من سجلاتها لتتمكن من المنافسة في ألمانيا عام 2003. لم تستطع أوكسانا الحصول على الجنسية الألمانية على الفور نظراً للقوانين التي تتطلب ثلاث سنوات من الإقامة. تدرّبت في ألمانيا خلال الفترة 2003-2006 لكنها استمرت في المنافسة باسم أوزبكستان ومثلت بلدها الأم في بطولة العالم أعوام 2003 و2005 وفي أولمبياد 2004. عام 2003، فازت بذهبية بطولة العالم في القفز بعد 12 عاماً من أولى مشاركاتها في بطولة العالم..
عام 2006، حصلت أوكسانا على الجنسية الألمانية. وكانت أولى منافساتها باسم ألمانيا في بطولة العالم للجمباز عام 2006، حيث فازت بالميدالية البرونزية في القفز وحلّت تاسعة على مستوى العالم.

## السنوات الأخيرة

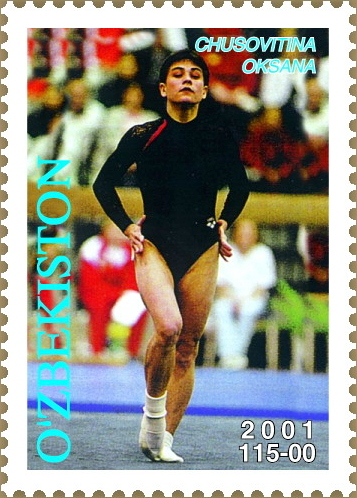
أوكسانا على طابع بريد أوزبكي 2001

في تموز (يوليو) 2007، فازت بلقب جميع الجولات في بطولة ألمانيا الوطنية. في أول بطولة أوروبية تنافس فيها، حلت في المركز الثاني في القفز. في بطولة العالم 2007 والتي أقيمت في شتوتغارت، ساعدت أوكسانا المنتخب الألماني في الحصول على المركز العاشر في الدور التمهيدي ما أهل الفريق للمشاركة في دورة الألعاب الأولمبية عام 2008 في بكين، حيث كانت أكبر المشاركات الإناث في الجمباز. تأهلت في مسابقة القفز النهائية حيث فازت بالمركز الثاني وحصلت على أول ميدالية ذهبية أولمبية فردية في حياتها المهنية.
نافست أوكسانا في ثلاث مسابقات في بطولة أوروبا للسيدات في كليرمون فيران في فرنسا، وساعدت المنتخب الألماني في الحصول على المركز السابع في نهائيات الفرق. أما في نهائيات مسابقة القفز، فقد حازت الميدالية الذهبية.
في أولمبياد 2008، حل المنتخب الألماني في المركز الثاني عشر في التصفيات المؤهلة للمنافسة. وتأهلت أوكسانا لنهائي كل الجولات الفردية حيث حلت في المركز التاسع بالمجموع العام. كما تأهلت في المركز الرابع في نهائي القفز. في نهائي القفز، حصلت على الميدالية الفضية بنتيجة 15.575.

### التقاعد والعودة
على الرغم من المطالبات المبكرة في أن تحاول المنافسة في الألعاب الأولمبية الصيفية 2012 في لندن، أعلنت أوكسانا في نيسان (أبريل) 2009 عن نيتها المشاركة في بطولة العالم للجمباز الفني 2009 فقط، وأنها لن تستمر بعد ذلك، كون البطولات العالمية كافية على حد قولها
لكنها عادت للمنافسة في بعض المسابقات، بما في ذلك بطولة هيوستن 2010. وفازت بالميدالية الفضية في القفز في بطولة أوروبا 2011، وبطولة العالم 2011 وبطولة أوروبا 2012.
كما نافست في الألعاب الأولمبية الصيفية 2012 باسم ألمانيا 
كانت الألعاب سادس دورة أولمبية بأوكسانا، تأهلت فيها لنهائي مسابقة القفز حيث حلّت عاشرة بعد زميلتها الألمانية جانين بيرغر. بعد ذلك أعلنت أوكسانا أنها ستعتزل لعب الجمباز وستركز على التدريب. 
عادت في السنة التالية لتعلن عن خططها الاستمرار في المنافسة من خلال الألعاب الأولمبية الصيفية 2016 في ريو دي جانيرو. تأهلت في منافسات الفردي باسم أوزبكستان في التصفيات التي أقيمت في ريو دي جانيرو في نيسان (أبريل) 20016. 
من خلال التنافس، سجلت رقماً قياسياً باعتبارها أكبر لاعبة جمباز نافست في الألعاب الأولمبية سناً في أي وقت من الأوقات حيث كان عمرها 41 عاماً وشهرين وهي لاعبة الجمباز الوحيدة في العالم التي تنافس في سبع دورات أولمبية على التوالي متجاوزة بذلك الرقم القياسي المسجل باسم يوردان يوفتشيف من بلغاريا.

## وصلات خارجية
- أوكسانا تشوسوفيتينا على موقع الاتحاد الدولي للجمباز (licence) (الإنجليزية)
- أوكسانا تشوسوفيتينا على موقع الاتحاد الدولي للجمباز (biography) (الإنجليزية)
- أوكسانا تشوسوفيتينا على موقع اللجنة الأولمبية الدولية (الإنجليزية)
- أوكسانا تشوسوفيتينا على موقع أوليمبيديا (الإنجليزية)
- أوكسانا تشوسوفيتينا على موقع اللجنة الأولمبية الألمانية (الألمانية)
- قائمة النتائج
- تشوسوفيتينا(مهارات الحركات الأرضية)